# Newsy Lalonde
Édouard Charles "Newsy" Lalonde (31. října 1887, Cornwall, Ontario – 21. listopadu 1970, Montreal, Québec) byl kanadský profesionální hokejista. Od roku 1950 je členem hokejové síně slávy.

## Hráčská kariéra
Přezdívku „Newsy“ dostal podle toho, že v mládí pracoval v novinách. V roce 1910 vstřelil za Montreal Canadiens první branku v National Hockey Association a v roce 1916 pomohl klubu získat první Stanley Cup v historii. V Montrealu vytvořil spolu s Jackem Laviolettem a Didierem Pitrem trojici zvanou „Flying Frenchmen“ (Létající Francouzi). Šest let byl kapitánem Canadiens. Za celou kariéru v NHL měl průměr 1,6667 bodu na zápas, což je třetí nejlepší bilance v historii ligy. Jeho 468 branek bylo ligovým rekordem až do roku 1954, kdy ho překonal Maurice Richard.
Byl také profesionálním hráčem lakrosu. V letech 1911, 1918 a 1920 získal Minto Cup pro mistra Kanady a v roce 1950 byl vyhlášen nejlepším kanadským lakrosistou první poloviny dvacátého století.

## Ocenění
- Art Ross Trophy – 1919 a 1921
- Stanley Cup – 1916

## Klubové statistiky
| Sezona     | Klub                   | Soutěž     | Základní část | Základní část | Základní část | Základní část | Základní část | Play off | Play off | Play off | Play off | Play off |
| Sezona     | Klub                   | Soutěž     | Z             | G             | A             | B             | TM            | Z        | G        | A        | B        | TM       |
| ---------- | ---------------------- | ---------- | ------------- | ------------- | ------------- | ------------- | ------------- | -------- | -------- | -------- | -------- | -------- |
| 1909–10    | Renfrew Millionaires   | NHA        | 5             | 22            | 0             | 22            | 16            | —        | —        | —        | —        | —        |
| 1910–11    | Montreal Canadiens     | NHA        | 16            | 19            | 0             | 19            | 63            | —        | —        | —        | —        | —        |
| 1911–12    | Vancouver Millionaires | PCHA       | 15            | 27            | 0             | 27            | 51            | —        | —        | —        | —        | —        |
| 1912–13    | Montreal Canadiens     | NHA        | 18            | 28            | 7             | 35            | 61            | —        | —        | —        | —        | —        |
| 1913–14    | Montreal Canadiens     | NHA        | 18            | 25            | 0             | 25            | 61            | 2        | 0        | 0        | 0        | 2        |
| 1914–15    | Montreal Canadiens     | NHA        | 7             | 4             | 3             | 7             | 17            | —        | —        | —        | —        | —        |
| 1915–16    | Montreal Canadiens     | NHA        | 24            | 28            | 6             | 34            | 78            | 4        | 3        | 0        | 3        | 41       |
| 1916–17    | Montreal Canadiens     | NHA        | 18            | 28            | 7             | 35            | 61            | 5        | 2        | 0        | 2        | 47       |
| 1917–18    | Montreal Canadiens     | NHL        | 14            | 23            | 0             | 23            | 16            | 2        | 4        | 2        | 6        | 17       |
| 1918–19    | Montreal Canadiens     | NHL        | 17            | 22            | 10            | 32            | 40            | 5        | 11       | 2        | 13       | 15       |
| 1919–20    | Montreal Canadiens     | NHL        | 23            | 37            | 9             | 46            | 34            | —        | —        | —        | —        | —        |
| 1920–21    | Montreal Canadiens     | NHL        | 24            | 33            | 10            | 43            | 36            | —        | —        | —        | —        | —        |
| 1921–22    | Montreal Canadiens     | NHL        | 20            | 9             | 5             | 14            | 20            | —        | —        | —        | —        | —        |
| 1922–23    | Saskatoon Crescents    | WCHL       | 29            | 30            | 4             | 34            | 44            | —        | —        | —        | —        | —        |
| 1923–24    | Saskatoon Crescents    | WCHL       | 21            | 10            | 10            | 20            | 24            | —        | —        | —        | —        | —        |
| 1924–25    | Saskatoon Sheiks       | WCHL       | 22            | 8             | 6             | 14            | 42            | 2        | 0        | 0        | 0        | 4        |
| 1925–26    | Saskatoon Sheiks       | WCHL       | 3             | 0             | 0             | 0             | 2             | 2        | 0        | 0        | 0        | 2        |
| 1926–27    | New York Americans     | NHL        | 1             | 0             | 0             | 0             | 2             | —        | —        | —        | —        | —        |
| 1927–28    | Quebec Beavers         | CAHL       | 1             | 0             | 0             | 0             | 0             | —        | —        | —        | —        | —        |
| NHL celkem | NHL celkem             | NHL celkem | 98            | 124           | 34            | 158           | 138           | 7        | 15       | 4        | 19       | 32       |